# William Henry Wallace
William Henry Wallace (24 mars 1827 - 21 mars 1901) est un brigadier général de l'armée des États confédérés lors de la guerre de Sécession (guerre civile). Avant la guerre de Sécession, il est planteur, éditeur d'un journal, avocat et élu de Caroline du Sud, en 1860, qui soutient la convention de l'État appelant à la sécession (en). Il sert sur le théâtre oriental de la guerre de Sécession, y compris en tant que commandant de brigade dans l'armée de Virginie du Nord. Après la guerre de Sécession, il est avocat, planteur, élu de Caroline du Sud et juge de cour de circuit.

## Avant la guerre
Fils du membre du Congrès Daniel Wallace (en), William Henry Wallace naît le 24 mars 1827 dans le comté de Laurens, Caroline du Sud, puis district de Laurens. Il est diplômé du South Carolina College, qui est devenu l'université de Caroline du Sud, en 1849. Avant la guerre de Sécession, il est un planteur, éditeur du journal Union Times (Union, en Caroline du Sud), avocat et législateur de Caroline du Sud,,. En tant que membre de la législature de Caroline du Sud en 1860, Wallace soutient l'État appelant à une convention pour décider de la question de la sécession (en),,. Wallace épouse Sarah Smith Dunlap, l'arrière-petite-fille du sénateur américain John Hunter (en). Le gendre de Wallace est John Calhoun Sheppard (en), 82e gouverneur de Caroline du Sud.

## Guerre de Sécession
Lorsque Wallace termine son mandat à la législature de l'État de Caroline du Sud, il s'engage comme soldat dans le 18th South Carolina Infantry Regiment,,,. Il est rapidement adjudant du régiment et est élu premier lieutenant et capitaine en janvier 1862,. En mai 1862, il est élu lieutenant-colonel,,. Le régiment est stationné en Caroline du Sud jusqu'en juillet 1862,.
Quand le colonel du régiment est tué au cours de la campagne de la deuxième bataille de Bull Run le 30 août 1862, Wallace obtient le commandement du régiment, promu colonel à cette date. Il n'est pas officiellement nommé à cette nomination avant le 10 juin 1864,,,.
Dans la brigade du brigadier général Nathan G. "Shanks" Evans, Wallace commande son régiment à la bataille de South Mountain, et à la bataille d'Antietam,,,,. La brigade est envoyée alors défendre Charleston, Caroline du Sud,,,,.
Au printemps de 1864, la brigade, alors commandée par le brigadier général Stephen Elliott, Jr. (en) est envoyée défendre Petersburg, Virginie,. Le 18th South Carolina Infantry tient une partie de la ligne sous laquelle les charges explosives de l'armée de l'Union sont actionnées aboutissant à la bataille du Cratère, le 30 juillet 1864,,. L'explosion de la mine souffle quatre compagnies du 18th South Carolina Infantry et blesse Elliott,,.
William Henry Wallace est promu brigadier général, en vertu de la loi confédérée autorisant le président confédéré à nommer vingt brigadiers généraux temporaires le 20 septembre 1864,,. Elliott est mis hors de combat par l'explosion de la mine, aussi Wallace prend le commandement de son ancienne brigade dans la division du major général Bushrod Johnson du IV corps, jusqu'à la reddition de l'armée de Virginie du Nord, le 9 avril 1865, à Appomattox Court House, en Virginie,,. Wallace est libéré sur parole à Appomattox Court House à cette date,,.

## Après la guerre
Après la guerre de Sécession, Wallace retourne en Caroline du Sud, où il est avocat et planteur,,,. Il est élu à la législature de la Caroline du Sud pendant trois mandats de deux ans commençant avec l'élection de 1872,. Wallace est juge de la cour de circuit à partir de 1877 jusqu'à sa retraite en 1893,,.
William Henry Wallace meurt le 21 mars 1901, à Union, en Caroline du Sud,,. Il est enterré dans le cimetière Presbytérien à Union,.